# Karounga Keïta
Karounga Keïta   (Toukoto, 22 de setembre de 1941 - Melun, 5 de març de 2023) fou un futbolista malià de la dècada de 1960.
A Mali fou jugador de Sport Afrique i Djoliba AC. El 1962 es traslladà a la Universitat de Bordeus i fitxà pel Girondins de Bordeaux el 1963. També jugà amb la selecció de Mali.
Un cop retirat fou entrenador i seleccionador de Mali. A més, fou vicepresident de la Federació de Mali i president del Djoliba AC.